# 多尔曼德
多尔曼德，是匈牙利赫维什州所辖的一个村。总面积20.06平方公里，总人口1083，人口密度54.0人/平方公里（2011年1月1日）。